# Młody las (film)
Młody las – polski film fabularny z 1934 w reżyserii Józefa Lejtesa na podstawie sztuki Jana Adolfa Hertza o tym samym tytule. Scenariusz produkcji Lejtes napisał wraz z Hertzem i Anatolem Sternem. Akcja filmu rozgrywa się w czasie rewolucji 1905 roku. Młodzież szkolna, przeciwna surowej i opresyjnej oświacie carskiej, postanawia zbuntować się i rozpocząć strajk.
Młody las został bardzo dobrze przyjęty przez polskich krytyków. Chwalili oni umiejętności reżyserskie Józefa Lejtesa, udane przeniesienie sztuki teatralnej na język filmu, zdjęcia, oprawę muzyczną oraz kreacje aktorskie. Film otrzymał pozytywne oceny również od sowieckich krytyków, którzy zachwycali się warsztatem realizatorskim dzieła Lejtesa, niemniej jednak wytknęli mu jednostronne i niezgodne z „prawdą” przedstawienie rewolucji 1905 roku.

## Opis fabuły
Akcja filmu rozpoczyna się w 1905 w warszawskim gimnazjum męskim. Uczniowie starszych klas z coraz większą niechęcią odnoszą się do opresyjnej carskiej szkoły i rosyjskich nauczycieli. Czołowym liderem nieposłusznych zostaje Antek Majewski. Klasowy kolega Antka, Janek Walczak, nie radzi sobie z nauką. Jego matka prosi jednego z wychowawców, aby pomógł jej synowi, lecz ten zbywa biedną kobietę. Tymczasem dyrektor gimnazjum, Nikołaj Iwanowicz Starogrenacki, podnosi z podłogi korytarza ulotki nawołujące do protestu szkolnego. W związku z tym Starogrenacki daje reprymendę profesorowi Kiernickiemu, Polakowi lojalnemu wobec władz rosyjskich. W następnej scenie nastolatkowie z różnych szkół zbierają się na tajnym spotkaniu. Wanda Lityńska, uczennica gimnazjum żeńskiego, bierze ze sobą ulotki protestacyjne. W drodze powrotnej zostaje zaatakowana przez szpiega, próbującego odebrać jej zakazane materiały. Pomocy udziela jej Stefan, syn Kiernickiego. Dziewczyna podchodzi do chłopaka z rezerwą, jednak z czasem zakochuje się. Koledzy krytycznie podchodzą do jej znajomości z synem lojalisty.
Roztargniony nauczyciel języka francuskiego, Charles Attenot, nie panuje nad zachowaniem chłopców. Niektórzy robią mu kawały, inni wychodzą z klasy, aby zapalić papierosa w szkolnej toalecie i przekomarzać się z woźnym, Terteńką. Jeden z uczniów rysuje na tablicy karykaturę wychowawcy. Rozczarowany Attenot informuje o tym fakcie dyrektora szkoły. Po wyjściu Starogrenackiego wychowankowie przepraszają Attenota i rozstają się w miłej atmosferze. Niedługo później Stefan i Wanda odbywają randkę w parku. Romantyczne chwile zakłóca wyznanie Kiernickiego, nie znoszącego kolegów klasowych o patriotycznych poglądach. Jednocześnie, dowiedziawszy się o zaangażowaniu Wandy w działalność niepodległościową, wyśmiewa ją. Niedługo później akcja filmu przenosi się do gimnazjum żeńskiego, gdzie nauczycielka Zofia Strońska prowadzi lekcję tańca. Zajęcia stają się pretekstem do potajemnych wykładów z historii Polski. Uczennice wracają do nauki kroków tanecznych, gdy dochodzi do niezapowiedzianej inspekcji żandarmerii.
Na lekcji historii Janek Walczak i wielu innych uczniów kwestionują i buntują się przeciw rosyjskiej wizji dziejów przełomu XVIII i XIX wieku przedstawionej przez inspektora Pakotina. Na radzie pedagogicznej dyrektor Starogrenacki zażądał od Walczaka publicznych przeprosin dla Pakotina, w innym wypadku zostałby usunięty ze szkoły i otrzymałby „wilczy bilet”. Chłopak, widząc rozpacz biednej matki, postanawia schować dumę do kieszeni i zgadza się na propozycję dyrektora. W czasie przemowy Walczak nie wytrzymuje napięcia i mdleje. Równocześnie Antek Majewski bije Stefana, który w sporze nie poparł kolegi z klasy, lecz Pakotina. Dodatkowo Kiernicki zostaje wygwizdany przez uczniów młodszych klas, a Wanda odwraca się od niego. Chłopak postanawia popełnić samobójstwo, jednak ojciec w ostatniej chwili uniemożliwia mu tę próbę i zamierza go pomścić. Wtedy Stefan wyraża pogardę wobec niego.
Uczniowie gromadzą się na kolejnym tajnym spotkaniu. Są śledzeni przez Pakotina, oczekującego na przybycie żandarmerii. Wychowawca zostaje zaatakowany przez Stefana, który po zdarzeniu wrzuca do pokoju dyskutantów kartkę o grożącym im niebezpieczeństwie. Służby policyjne strzelają do uciekających, ale nikt nie zostaje ranny. Nazajutrz dyrektor gimnazjum męskiego nakazuje przyznanie się, kto pobił nauczyciela historii. Stefan wstaje pierwszy, ale inni uczniowie stają za nim murem. Wkrótce odbywa się zebranie uczniów gotowych do strajku i walki o polską szkołę. Rosyjscy wychowankowie udzielają poparcia tej inicjatywie. Jednocześnie Wanda i Stefan pogodzili się i wspólnie z innymi uczestnikami śpiewają hymn narodowy i
wychodzą na ulicę.

## Obsada
Zestawienie zostało przygotowane na podstawie źródła:
- Władysław Walter – Terteńko, woźny w gimnazjum
- Wiktor Biegański – profesor Żewakow, nauczyciel matematyki
- Witold Zacharewicz – uczeń Antoni Majewski
- Kazimierz Junosza-Stępowski – inspektor szkolny Polikarp Antonowicz Pakotin, nauczyciel historii
- Bogusław Samborski – dyrektor gimnazjum Nikołaj Iwanowicz Starogrenacki
- Michał Znicz – profesor Attenot „Ciapciuś”, nauczyciel francuskiego
- Maria Bogda – uczennica Wanda Lityńska
- Stefan Jaracz – profesor Kiernicki, ojciec Stefana
- Tekla Trapszo – Walczakowa, matka Jana
- Mieczysław Cybulski – uczeń Jan Walczak
- Alina Halska – Zofia Strońska, akompaniatorka na lekcjach tańca w żeńskim gimnazjum
- Paweł Owerłło – profesor
- Władysław Surzyński – von Stolpe, oficer rosyjski kontrolujący żeńskie gimnazjum
- Antoni Bednarczyk – profesor
- Kazimierz Pawłowski – uczeń Franek Pszczółkowski
- Adam Brodzisz – uczeń Stefan Kiernicki
- Helena Sulimowa – przełożona żeńskiego gimnazjum
- Tadeusz Fijewski – uczeń
- Maria Balcerkiewiczówna – matka ucznia rozmawiająca z profesorem Żewakowem
- Amelia Rotterowa – Majewska, matka Antoniego
- Maria Zarembińska – uczennica Irka
- Stanisław Daniłowicz – delegat komitetów strajkowych na tajnym zebraniu
- Jan Szymański – Majewski, ojciec Antoniego
- Jerzy Kobusz – uczeń
- Leszek Pośpiełowski – uczeń Dobrolubow
- Eugeniusz Koszutski – nauczyciel tańca w żeńskim gimnazjum
- Józef Orwid – pijak
- Bronisław Lipski
- Aleksander Buczyński
- Mieczysław Bilażewski – uczeń Biłażewski
- Saturnin Żórawski – Jurek Kiernicki, brat Stefana
- Feliks Żukowski – uczeń
- Stefan Szczuka – profesor
- Józef Kudła – uczeń; nie występuje w napisach
- Józef Małgorzewski – uczeń
- Antoni Adamczyk – Makar, żołnierz towarzyszący von Stolpe podczas kontroli źeńskego gimnazjum; nie występuje w napisach
- Michał Halicz – szpicel; nie występuje w napisach
- Zbigniew Koczanowicz – uczeń; nie występuje w napisach

## Produkcja

### Przygotowania
W 1933 Marek Libkow wyprodukował film Pod Twoją obronę, powierzając jego realizację Józefowi Lejtesowi. Gdy produkcja odniosła sukces komercyjny, Libkow rozwiązał spółkę Pol-Ton-Film i założył wytwórnię Libkow-Film. W nowych okolicznościach producent podjął decyzję, że jego pierwszym projektem będzie przeniesienie na ekran sztuki teatralnej Młody las Jana Adolfa Hertza z 1916. Utwór Hertza został napisany w 10. rocznicę strajku szkolnego z 1905 i upamiętniał walkę młodzieży o możliwość nauczania w języku polskim i głęboką reformę surowego, carskiego szkolnictwa. W wywiadzie udzielonym „Kurierowi Polskiemu” Libkow wspomniał, że pomysł nakręcenia Młodego lasu narodził się podczas spontanicznej rozmowy na ulicy z Janem Adolfem Hertzem.
Budżet filmu oscylował wokół 300 000 złotych. Józef Lejtes napisał scenariusz wspólnie z Anatolem Sternem i Janem Adolfem Hertzem. Za zdjęcia odpowiadał Albert Wywerka. Kręcono je w warszawskim atelier Falanga, a ujęcia plenerowe realizowano na Kamiennych Schodkach, na ulicy Brzozowej, Nowolipki oraz w Łazienkach Królewskich. Muzykę skomponowali Roman Palester i Marian Neuteich, zaś scenografię przygotowali Jacek Rotmil i Stefan Norris.
Obsadę aktorską tworzyli zarówno aktorzy z dużym dorobkiem artystycznym, na przykład Kazimierz Junosza-Stępowski, Bogusław Samborski, Michał Znicz, Stefan Jaracz, Władysław Walter i Tekla Trapszo, jak i młodzi wykonawcy – Witold Zacharewicz, Maria Bogda, Mieczysław Cybulski i Adam Brodzisz.

### Realizacja
Twórcy Młodego lasu stanęli przed trudnym zadaniem zaadaptowania sztuki teatralnej na potrzeby widowiska filmowego. Efekt teatralizacji miał ustąpić miejsca zastosowaniu środków wyrazu charakterystycznych dla kina. W ten sposób przygotowany przez nich scenariusz wykazywał istotne różnice względem utworu scenicznego. Po pierwsze, odrzucono pierwszy akt dramatu. Po drugie, młodzież pozostała bohaterem zbiorowym, lecz na pierwszy plan wysunięto dwie postaci, Jana Walczaka i Stefana Kiernickiego, w miejsce Antka Majewskiego, wywodzącego się z klasy drobnomieszczańskiej, który nie okazał się ciekawie napisanym protagonistą. Nieustępliwa patriotyczna postawa Jana Walczaka została skonfrontowana z troską i rozpaczą jego ciężko pracującej matki, natomiast Stefan Kiernicki przeszedł przemianę z asekuranta, trzymającego stronę rosyjskich nauczycieli, w zwolennika akcji niepodległościowej (wątek ten nie pojawił się w pierwowzorze literackim).
Scenarzyści postarali się także o heterogeniczne ujęcie skonfliktowanych uczniów i kadry nauczycielskiej. Wyraźnie dało się zauważyć w ich środowiskach postawy konformistyczne, tchórzostwa, obojętności, wewnętrznego rozdarcia lub odwagi. Ponadto Lejtes, Stern i Hertz dopisali do scenariusza wątek miłosny Wandy i Stefana, niewystępujący w sztuce, który jednak w przeciwieństwie do innych filmów patriotycznych, nie zdominował głównego tematu produkcji. Filmowcy wystrzegali się stereotypów narodowych oraz odwoływali się do solidarności. Przykładem tej strategii było przemówienie ucznia Dobrolubowa w imieniu rosyjskich kolegów, którzy popierali działania polskich rówieśników. Wszystkie te zabiegi nadały dziełu dramaturgicznej i ideowej intensywności.

## Odbiór

### Premiera kinowa i recenzje w kraju
Premiera Młodego lasu odbyła się 22 grudnia 1934 w warszawskim kinie „Apollo”. Czytelnicy tygodnika „Kino” przyznali dziełu Józefa Lejtesa Złoty Medal za najlepszy film polskiej produkcji 1934.
Młody las spotkał się z pozytywnym odzewem ze strony krytyków. Irena Pobóg-Grabowska na łamach „Kina” nazwała film „skończonym arcydziełem”, godnym wyświetlania w zagranicznych kinach. Andrzej Ruszkowski z „ABC” w podsumowaniu swojej recenzji napisał, że „otrzymaliśmy film godzien wyróżnienia wśród najlepszych filmów światowych. Legenda o tem, jakoby to warunki materjalne i techniczne stały na przeszkodzie polskiej twórczości filmowej – została raz na zawsze obalona. Ludzi nam trzeba więcej, nie środków”. Sprawozdawca „Polski Zbrojnej” zwrócił uwagę na lekkość patriotycznego przekazu: „«Młody las» jest bezsprzecznie filmem o wysokim napięciu patrjotycznem. Jest to jednak patrjotyzm dyskretny, wyrażający się w czynnem bohaterstwie, a nie w czczej gadaninie. Nie wyraża się w sposób ponury, ale raczej na wesoło. Nie nuży, ale krzepi”. Według Leonii Jabłonkówny Młody las można było uznać za udane przeniesienie sztuki teatralnej na grunt filmowy, natomiast recenzent „Czasu” opisał produkcję jako solidną robotę, wydobywającą „film polski z dotychczasowych gąszczy na polanę, pełną jasności i powietrza”.
W analizach krytycy zauważyli u Józefa Lejtesa wyczucie kina, co przełożyło się na zrealizowanie filmu z płynną i logiczną akcją, gdzie liryczne fragmenty spójnie łączyły się z tymi dynamicznymi. Twórca umiejętnie przeplótł patetyczne i humorystyczne sceny. Udało mu się również przenieść atmosferę patriotycznego uniesienia polskiej młodzieży z początku XX wieku i sprawić, aby widzowie mogli uosabiać się z głównymi bohaterami. Pochwały otrzymała praca operatorska Alberta Wywerki i oprawa muzyczna przygotowana przez Romana Palestra i Mariana Neuteicha. Zdaniem recenzentów obsada aktorska, kompetentnie poprowadzona przez reżysera, wypadła bardzo dobrze.

### Recenzje w Związku Sowieckim
W 1935 Młody las został wyświetlony na Międzynarodowym Festiwalu Filmowym w Moskwie, gdzie zespół aktorski otrzymał wyróżnienie za swoje kreacje. Filmem zainteresowało się wielu sowieckich krytyków. Swoje opinie wydali między innymi Gieorgij Wasiljew, Grigorij Kozincew, Grigorij Aleksandrow i Iwan Kawaleridze. Ich zdaniem podstawową wadą dzieła był nieprawdziwy opis wydarzeń 1905 roku. Boris Szumiacki, przewodniczący Wszechzwiązkowego Zarządu Przemysłu Kinematograficznego i Fotograficznego stwierdził, że w filmie brak jest „prawdy artystycznej: rewolucja 1905 r. w Polsce miała charakter burżuazyjno-demokratyczny, międzynarodowy, a reżyser Lejtes przedstawił jako narodową, ograniczoną w ramach ruchu burżuazyjnego”. Zgoła inaczej odnieśli się do warsztatu realizatorskiego. Na plus zapisali pracę reżyserską Józefa Lejtesa i jego artystyczny kunszt, zdjęcia, warstwę muzyczną oraz kreacje aktorskie.

### Prasa
- Irena Pobóg-Grabowska, 5 nowych filmów polskich, „Kino. Tygodnik ilustrowany”, 1935, nr 1 (6 I), Warszawa: Prasa Polska SA.
- Dziś w Apollo, „Kurier Warszawski”, 1934, nr 351, Warszawa.
- Leonia Jabłonkówna, Kronika filmowa, „Wiadomości Literackie”, 1935, nr 4, Warszawa: Antoni Borman i M. Grydzewski.
- Na ekranie, „Czas”, 1935, nr 10, Kraków.
- Prasa sowiecka o „Młodym lesie”, „Wiadomości Filmowe”, 1935, nr 6, Warszawa: I. Rotsztadt-Miasteck.
- Spectator, Premjery filmowe, „Polska Zbrojna”, 1935, nr 10, Warszawa: Remigjusz Kwiatkowski.
- Andrzej Ruszkowski, Premjery świąteczne, „ABC”, 1934, nr 362, Warszawa: Mazowiecka Spółka Wydawnicza.

### Opracowania
- Leszek Armatys, Wiesław Stradomski, Od „Niewolnicy zmysłów” do „Czarnych diamentów”. Szkice o polskich filmach z lat 1914–1939, Warszawa: Centralny Ośrodek Metodyki Upowszechniania Kultury, 1988, ISBN 83-7010-049-X.
- Barbara Gierszewska, Polski film fabularny 1918–1939. Recenzje, Kraków: Księgarnia Akademicka, 2012, ISBN 978-83-7638-274-6.
- Marek Haltof, Kino polskie, Mirosław Przylipiak (tłum.), Gdańsk: słowo/obraz terytoria, 2004, ISBN 83-89405-38-5.
- Małgorzata Hendrykowska, Kronika kinematografii polskiej 1895–2011, Poznań: Ars Nova, 2012, ISBN 978-83-87433-83-3.
- Janusz Lachowski, Anatola Sterna związki z kinematografią, Kraków: Towarzystwo Autorów i Wydawców Prac Naukowych „Universitas”, 2021, ISBN 978-83-242-3766-1.
- Tadeusz Lubelski, Historia kina polskiego 1895–2014, Kraków: Towarzystwo Autorów i Wydawców Prac Naukowych „Universitas”, 2015, ISBN 978-83-242-2707-5.
- Roman Włodek, Marek Majer Libkow. Producent-pasjonat, Karolina Kosińska (red.), „Kwartalnik Filmowy”, nr 91, Warszawa: Instytut Sztuki Polskiej Akademii Nauk, 2015, s. 181–201.